# Assassinato de Alexandre Peçanha Gaddy
O assassinato de Alexandre Peçanha Gaddy, um dentista de 41 anos de idade, ocorreu em 27 de maio de 2013, em São José dos Campos, São Paulo, Brasil. O crime, marcado por extrema violência, gerou grande comoção e debates sobre a segurança de profissionais da saúde no Brasil.

## Crime
Na noite de 27 de maio de 2013, por volta das 21h, dois indivíduos encapuzados invadiram o consultório de Alexandre Gaddy, localizado na Rua Periquitos, no bairro Vila Tatetuba. Após anunciarem o assalto e não encontrarem dinheiro no local, os criminosos atearam fogo ao dentista, que sofreu queimaduras em mais de 50% do corpo. Gaddy foi socorrido e transferido para a Unidade de Terapia Intensiva (UTI) do Hospital Israelita Albert Einstein, em São Paulo, onde faleceu em 3 de junho de 2013, após uma semana de internação.

## Investigação, prisões e julgamento
As investigações identificaram cinco envolvidos no crime, incluindo três adolescentes. Em agosto de 2013, a Polícia Civil deteve três adolescentes suspeitos de participação no assassinato. Anteriormente, em junho do mesmo ano, dois adultos, Jeferson Luiz Bernardo, de 29 anos, e Herivelton Henrique dos Santos, de 25 anos, já haviam sido presos. Em julho de 2014, a Justiça condenou os três adolescentes envolvidos no crime. Inicialmente, em outubro de 2013, eles haviam sido absolvidos por falta de provas. No entanto, após recurso do Ministério Público, o Tribunal de Justiça do Estado de São Paulo reformou a decisão, determinando a internação dos menores.